# Vexillifer
Il vexillifer era un portatore di insegne, che portava un drappo rosso chiamato vexillum con su cucite il nome della legione, il simbolo e il numero. Ogni legione ne aveva uno. Era caratterizzato, come per gli altri porta insegne, da una pelle di animale sul suo elmo ed uno scudo tondo detto parmula. Spesso identificava una vexillatio legionaria, ovvero un distaccamento legionario quando, per non lasciare sguarnita la fortezza legionaria lungo il limes romano, solo una parte della legione romana partecipava ad una campagna militare. Si suppone che fosse presente anche all'interno delle unità ausiliarie.